# Dooly Building
Il Dooly Building fu un edificio per uffici progettato dall'architetto Louis Sullivan a Salt Lake City, Utah, situato al 109 West Second South Street. Fu uno dei quattro edifici progettati da Sullivan negli Stati Uniti occidentali. Costruito nel 1892, venne demolito nel 1964. Il Historic American Buildings Survey lo descrisse come la migliore opera di Sullivan nel West. Il costruttore dell'edificio fu Bernard Henry Lichter. Tra gli inquilini vi erano un ufficio postale, l'Alta Club e uffici di architetti e ingegneri. Il Dooly Building prese il nome da John E. Dooly, membro del consorzio d'investimento dell'edificio e un importante leader in ambito civico.
L'edificio di sei piani utilizzava una struttura portante in acciaio, con una facciata in muratura e travetti di legno per i pavimenti, resi ignifughi grazie a un riempimento di cenere negli spazi tra i travetti. L'esterno presentava una vetrina in arenaria al livello della strada, con una fila di finestre ad arco accoppiate al di sopra. I quattro piani superiori erano in mattoni con finestre accoppiate, con l'ultimo piano caratterizzato da archi nella parte superiore delle finestre. L'edificio era sormontato da una semplice cornice sporgente. L'ingresso principale era un grande arco al centro della facciata lunga. Le pareti posteriori erano in mattoni comuni, con dettagli semplici. Il riscaldamento era originariamente fornito da stufe a carbone in ciascuna suite, con canne fumarie nelle colonne dell'edificio.
Il McIntyre Building (1908-09), anch'esso a Salt Lake City e progettato dall'architetto Richard K. A. Kletting, è stato considerato "il primo e migliore esempio di architettura sullivanesca nello stato" oltre al Dooly Building.